# Miguel Ángel Asturias
Pour les articles homonymes, voir Asturias.
Miguel Ángel Asturias, né le 19 octobre 1899 à Guatemala et mort le 9 juin 1974 à Madrid, est un poète, écrivain et diplomate guatémaltèque. Il est lauréat du prix Nobel de littérature en 1967, et président du jury du festival de Cannes en 1970.

## Biographie
En 1904, alors qu'il n'a que 5 ans, sa famille quitte la capitale pour Salamá, Baja Verapaz, où elle demeure jusqu'en 1908.
En 1917, après un an de médecine, il entame  des études de droit à l'Universidad de San Carlos de Guatemala, et obtient le titre d’avocat avec une thèse sur « Le Problème social de l’Indien », un sujet qui lui tiendra toujours à cœur. Alors âgé de 18 ans et à la suite des séismes de 1917 qui détruisent la ville de Guatemala, alors que le gouvernement ne parvient pas à rétablir la situation, Asturias commence à écrire : il rédige ainsi l'histoire Los mendigos políticos qui deviendra par la suite la nouvelle Monsieur le Président.
Dans les années 1920, il participe au soulèvement contre le dictateur Manuel Estrada Cabrera. À la fin de ses études juridiques, s'intéressant aux cultures précolombiennes, il part étudier l'anthropologie en France, à la Sorbonne, où il suit les cours de  Georges Raynaud.
À Paris, il rencontre artistes et écrivains à Montparnasse, et commence à écrire contes et poésies. La parution de Légendes du Guatemala (Leyendas de Guatemala) en 1930, consacre sa vocation littéraire.
De retour au Guatemala, il se lance dans la politique et est élu député en 1942. Puis, à partir de 1946, il est successivement diplomate au Mexique, en Argentine, au Salvador, puis ambassadeur en France de 1966 à 1970, après un exil en Argentine de 1954 à 1961.
En 1946, il aborde le roman avec Monsieur le Président (El señor Presidente), le portrait satirique d'un dictateur sudaméricain, à la manière de ce qu'avait fait l'écrivain espagnol Ramón del Valle-Inclán avec Tirano Banderas et comme le feront après lui Gabriel García Márquez dans L'Automne du patriarche, Augusto Roa Bastos dans Moi, le Suprême et Vargas Llosa dans La Fête au Bouc.

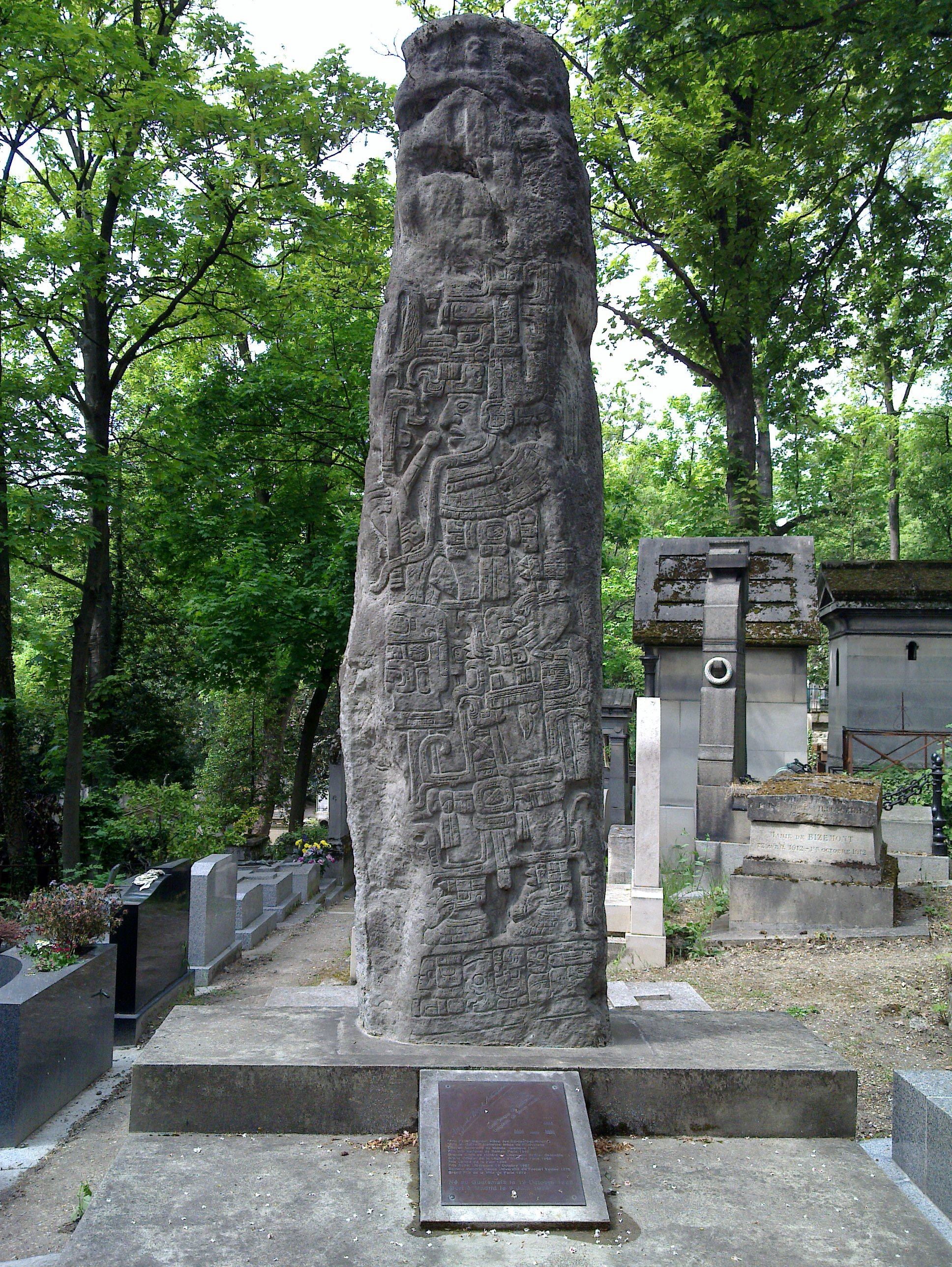
Tombe au cimetière du Père-Lachaise.

En 1949 paraît son chef-d'œuvre Hommes de maïs (Hombres de maíz), œuvre typique du réalisme magique et dénonciation de l'exploitation colonialiste. Ce dernier sujet est approfondi dans sa vaste trilogie romanesque ayant pour toile de fond l'exploitation par une compagnie américaine des travailleurs amérindiens dans les plantations de banane : L'Ouragan (Viento fuerte, 1950) ; Le Pape vert (El Papa verde, 1954) ; Les Yeux des enterrés (Los ojos de los enterrados, 1960).
Il reçoit le prix Lénine pour la paix en 1966 et le prix Nobel de littérature en 1967 qui consacre l'ensemble de son œuvre.

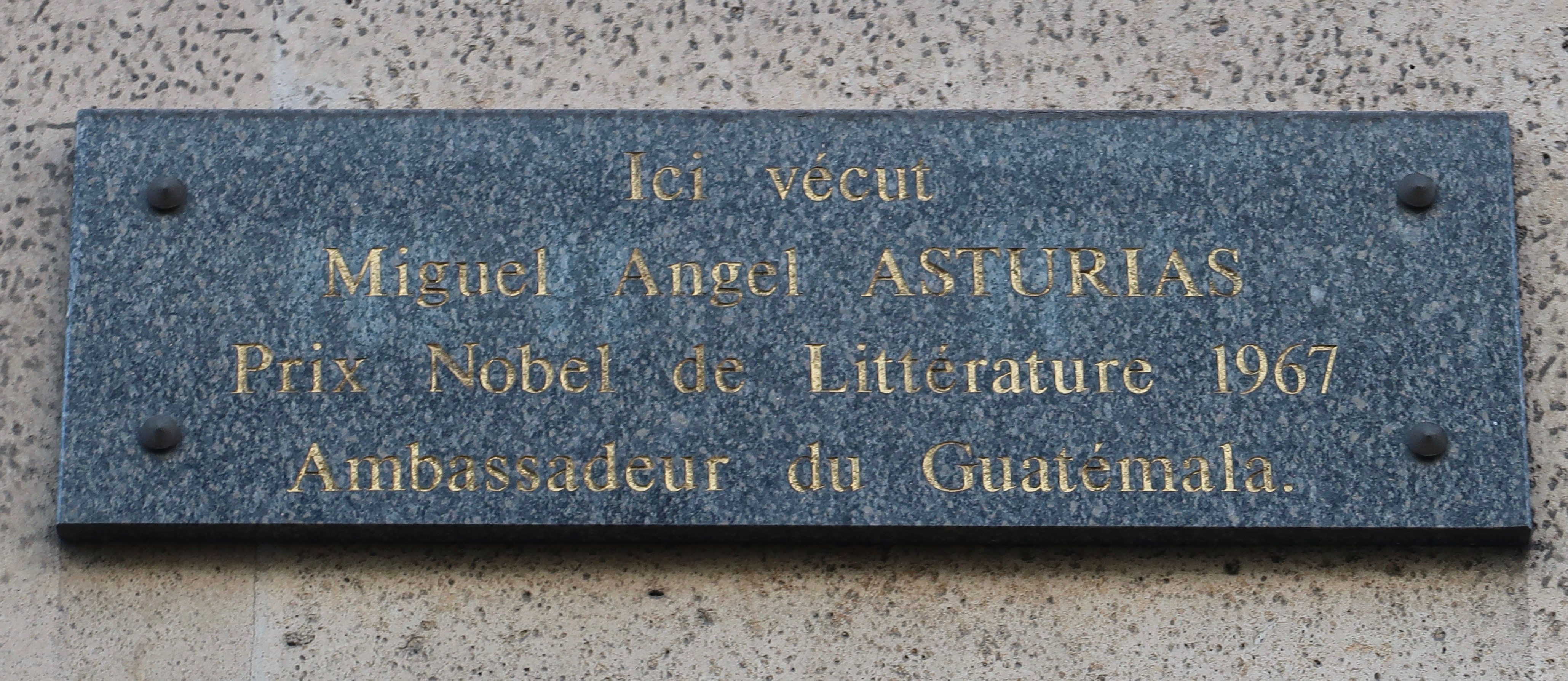
Plaque no 73 rue de Courcelles (8e arrondissement de Paris), où il vécut.

En 1972 paraît Vendredi des douleurs (Viernes de dolores), un récit semi-autobiographique généralement considéré comme son testament littéraire, notamment par le critique français Gérard-Humbert Goury dans les pages du journal Le Matin.
Mort le 9 juin 1974 à Madrid, après une longue maladie, il est inhumé sous un moulage de la stèle 14 de la cité maya de Seibal, dans la division 10 du cimetière du Père-Lachaise à Paris,. En 2024, lors d'une cérémonie pour les 50 ans de sa mort, son fils  Miguel Angel Asturias Amado annonce que la dépouille de l'écrivain sera rapatriée au Guatemala. La famille, qui jusque là n'était pas favorable à une telle décision, souhaite rapatrier les restes durant le mandat du président Bernardo Arevalo, élu quelques mois plus tôt.

## Le romancier
Romancier et conteur, il est le promoteur du réalisme magique, influencé à l'origine par le surréalisme, et alimenté par la mythologie indigène, la terre elle-même, le "tellurique", et la lutte des paysans contre l'impérialisme.

## Œuvres

### Poésie
- Rayito de estrellas (1925)
- Emulo Lipolidón (1935)
- Sonetos (1936)
- Alclasán (1940)
- Con el rehén en los dientes: Canto a Francia (1942)
- Anoche, 10 de marzo de 1543 (1943)
- Poesía: Sien de alondra (1949)
- Ejercicios poéticos en forma de soneto sobre temas de Horacio (1951) Publié en français sous le titre Le Grand Diseur, suivi de Exercices poétiques en forme de sonnets sur des thèmes d'Horace, traduit par Claude Couffon, Julian Garavito et Charles Dobzynski, Les Éditeurs français réunis, coll. « Petite sirène », 1975  (ISBN 2-201-01372-1)
- Bolivar: Canto al Libertador (1955)
- Nombre custodio e imagen pasajera (1959)
- Clarivigilia primaveral (1965) Publié en français sous le titre Claireveillée de printemps, traduit par René L. F. Durand, Gallimard, coll. « Poésie du monde entier », no 1, 1965
- Sonetos de Italia (1965)
- Poèmes indiens : Messages indiens, Claireveillée de printemps, Le Grand Diseur, anthologie française, Paris, Gallimard, coll. « Poésie » no 242, 1990  (ISBN 2-07-032574-1)

### Contes et nouvelles
- Rayito de estrella (1925)
- Leyendas de Guatemala (1930) Publié en français sous le titre Légendes du Guatemala, traduit par Francis de Miomandre, Marseille, Les Cahiers du Sud, 1932 ; réédition, Paris, Gallimard, coll. « La Croix du Sud » no 6, 1953 ; réédition, Paris, Gallimard, 1967 ; réédition, Paris, Gallimard, coll. « Folio » no 1624, 1985  (ISBN 2-07-037624-9) ; réédition dans une traduction révisée par Vincent Raynaud, Paris, Gallimard, coll. « Folio bilingue » no 121, 2004  (ISBN 2-07-030436-1) Transcription de légendes mayas.  Œuvre majeure.
- Week-end en Guatemala (1956) Publié en français sous le titre Week-end au Guatemala, traduit par Georges Pillement, Paris, Albin Michel, 1959, Paris, Albin Michel, coll. « Les grandes traductions », 1981
- Clarivigilia primaveral (1965)
- El espejo de Lida Sal (1967) Publié en français sous le titre Le Miroir de Lida Sal, traduit par Claude Couffon, Paris, Albin Michel, coll. « Les grandes traductions », 1967 ; réédition, Paris, Albin Michel, coll. « Bibliothèque Albin Michel », 1987  (ISBN 2-226-02898-6)
- Tres de cuatro soles (1971) Publié en français sous le titre Trois des quatre soleils, traduit par Claude Couffon, Genève/Paris, Skira, coll. « Les sentiers de la création » no 14, 1971 ; réédition, Paris, Flammarion, coll. « Champs » no 179, 1987  (ISBN 2-605-00111-3)
- Novelas y cuentos de juventud (1990) - publication posthume Publié en français sous le titre Deux hivers et autres textes de jeunesse, traduit par Marie-Claude Castro et Claude Couffon, Paris, Ramsay/De Cortanze, 1991  (ISBN 2-85956-905-7)

### Romans

#### Trilogie bananière
- Viento fuerte (1950) Publié en français sous le titre L'Ouragan, traduit par Georges Pillement, Paris, Gallimard, coll. « La Croix du Sud » no 10, 1955 ; réédition, Paris, Gallimard, coll. « Du monde entier », 1967 ; réédition, Paris, Gallimard, coll. « L'Étrangère », 1993  (ISBN 2-07-072835-8)
- El Papa verde (1954) Publié en français sous le titre Le Pape vert, traduit par Francis de Miomandre, Paris, Albin Michel, 1956 ; réédition, Paris, LGF, coll. « Le Livre de poche » no 4808, 1976  (ISBN 2-253-01397-8) ; réédition, Paris, LGF, coll. « Le Livre de poche. Biblio » no 3064, 1985  (ISBN 2-253-03768-0)
- Los ojos de los enterrados (1960) Publié en français sous le titre Les Yeux des enterrés, traduit par Marie Castelan, Paris, Albin Michel, 1962

#### Autres romans
- El señor Presidente (1946) - Prix du Meilleur livre étranger Publié en français sous le titre Monsieur le Président, traduit par Georges Pillement, Francisca Garcias et Yves Malartic, Paris, Bellenand, 1952 ; réédition, Paris, Le Club français du livre, 1953 ; réédition, Paris, LGF, coll. « Le Livre de poche » no 2503, 1968 ; réédition dans une nouvelle traduction de Georges Pillement et Dorita Nouhaud, Paris, Albin Michel, coll. « Les grandes traductions », 1977  (ISBN 2-226-00420-3) ; réédition, Paris, Flammarion, coll. « Garnier-Flammarion » no 455, 1987  (ISBN 2-08-070455-9)
- Hombres de maíz (1949) Publié en français sous le titre Hommes de maïs, traduit par Francis de Miomandre, Givors, A. Martel, 1953 ; réédition, Paris, Albin Michel, coll. « Les grandes traductions », 1967
- El alhajadito (1961) Publié en français sous le titre La Flaque du mendiant, traduit par Dominique Eluard et Alaïde Foppa, Paris, Albin Michel, coll. « Les grandes traductions », 1966
- Mulata de tal (1963) Publié en français sous le titre Une certaine mulâtresse, traduit par Claude Couffon, Paris, Albin Michel, 1965 ; réédition, Paris, Flammarion, coll. « Garnier-Flammarion » no 676, 1994  (ISBN 2-08-070676-4)
- Maladrón (1969) Publié en français sous le titre Le Larron qui ne croyait pas au ciel ou l'Épopée des Andes vertes, traduit par Claude Couffon, Paris, Albin Michel, coll. « Les grandes traductions », 1970 ; réédition, Paris, Seuil, coll. « Points. Roman » no 505, 1992  (ISBN 2-02-012704-0)
- Viernes de dolores (1972) Publié en français sous le titre Vendredi des douleurs, traduit par Claude Couffon, Paris, Albin Michel, coll. « Les grandes traductions », 1977  (ISBN 2-226-00476-9) ; réédition, Paris, Seuil, coll. « Points. Roman » no 457, 1991  (ISBN 2-02-012838-1)
- El árbol bajo la cruz (1993), publication posthume, écrite dans les derniers mois de 1973

### Livres pour la jeunesse
- El hombre que lo tenía todo todo todo (1981) Publié en français sous le titre L'Homme qui avait tout tout tout, traduit par Julian Caravito, Paris, Éditions G.P., coll. « Rouge et or », 1973 ; réédition, Paris, Gallimard, coll. « Folio junior » no 63, 1978  (ISBN 2-07-033063-X) ; réédition, Paris, Seuil, 1999  (ISBN 2-02-038032-3)
- La Maquinita de hablar (1981) Publié en français sous le titre La Machine à parler, Paris, Gallimard jeunesse, coll. « Folio benjamin » no 394, 1999  (ISBN 2-07-052237-7)

### Théâtre
- Soluna (1955) Publié en français sous le titre Soluna, traduit par Jean et André Camp, Paris, Seuil,coll. « Théâtre » no 18, 1969
- La audiencia de los confines (1957)
- Teatro: Chantaje, Dique seco, Soluna, La audiencia de los confines (1964)
- El Rey de la Altaneria (1968)

### Autres publications
- Sociología guatemalteca: El problema social del indio (1923) - thèse
- La arquitectura de la vida nueva (1928)
- Carta aérea a mis amigos de América (1952)
- Rumania; su nueva imagen (1964) Publié en français sous le titre Roumanie d'aujourd'hui, traduit par Claude Bourguignon, Paris, Albin Michel, 1969
- Latinoamérica y otros ensayos (1968) - recueil d'essais
- Comiendo en Hungría (1969)
- América, fábula de fábulas y otros ensayos (1972) - recueil d'essais

L'œuvre d'Asturias comprend également des poèmes dont certains en prose, une anthologie de poésie précolombienne (1966), du théâtre et de nombreux articles de journaux.

### Études en français
(février 2021).
- Beby Auer-Ramanisa, Miguel Ángel Asturias et la révolution guatémaltèque, étude socio-politique de trois romans, Paris, Anthropos, 1981
- Marc Cheymol, Miguel Ángel Asturias dans le Paris des années folles, Grenoble, Presses universitaires de Grenoble, 1987
- Co-Textes, Miguel Ángel Asturias, 7, Montpellier, novembre 1984
- Claude Couffon,
  - Miguel Ángel Asturias, Paris, Seghers, coll. « Poètes d’aujourd’hui », 1970
  - « Miguel Ángel Asturias ou le double sang d’un poète », introduction à Miguel Ángel Asturias, Poèmes indiens, Paris, Gallimard, 1990 (poésie), p. 7-26
  - « Notes pour une lecture », introduction à Miguel Ángel Asturias, Une certaine Mulâtresse, Paris, Flammarion, 1994 (GF), p. 9-27
- Xavier Domingo, Entretiens avec Miguel Ángel Asturias, Paris, Belfond, 1966
- Europe, Miguel Ángel Asturias, 553-554, mai-juin 1975
- Aline Janquart,
  - « Maladrón ou la longue gestation de Gestas », América, 12, 1993, p. 203-210
  - « Hétérodoxies et déviance religieuse dans Maladrón », América, 14, p. 73-86
  - « Miguel Ángel Asturias », in Claude Cymerman et Claude Fell (dir.), Histoire de la littérature hispano-américaine de 1940 à nos jours, Paris, Nathan, 1997 (Fac littérature), p. 25-29
- Dorita Nouhaud,
  - Miguel Ángel Asturias, l’aventure antérieure, Paris, L’Harmattan, 1991 (Recherches & Documents Amérique latine)
  - La Brûlure de cinq soleils, Limoges, Presses universitaires du Limousin (PULIM), 1991
  - Étude sur Maladrón de Miguel Ángel Asturias, Paris, L’Harmattan, 1993